# Publius Licinius Crassus (Konsul 171 v. Chr.)
Publius Licinius Crassus entstammte dem römischen Plebejergeschlecht der Licinier und war 171 v. Chr. Konsul. Er kämpfte erfolglos gegen den makedonischen König Perseus.

## Leben
Nach dem Zeugnis der Fasti Capitolini führte der Vater des Publius Licinius Crassus das Pränomen Gaius und sein Großvater das Pränomen Publius. Die erste bekannte Station seines cursus honorum ist die Prätur, die er 176 v. Chr. bekleidete. Ihm fiel die Aufgabe zu, auf die Iberische Halbinsel abzugehen und dort die römische Provinz Hispania citerior zu verwalten. Er legte aber ebenso wie sein für die Statthalterschaft der anderen in Spanien gelegenen Provinz (Hispania ulterior) vorgesehener Amtskollege Marcus Cornelius Scipio Maluginensis vor der Volksversammlung einen Eid ab, dass er zur Durchführung feierlicher Opfer in Rom verpflichtet sei und sich daher nicht in seine Provinz begeben könne. Beiden Prätoren wurde daraufhin der Verbleib in der Hauptstadt gestattet, doch kam später heraus, dass es sich bei Scipio Maluginensis nur um eine Ausrede gehandelt hatte.
Fünf Jahre nach der Prätur, 171 v. Chr., erreichte Crassus das Konsulat, wobei er Gaius Cassius Longinus zum Amtskollegen erhielt. Damit entstammten beide Konsuln dem Stand der Plebejer, eine Konstellation, die es bereits im Vorjahr (172 v. Chr.) – und zwar erstmals in der Geschichte der Römischen Republik – gegeben hatte, als Gaius Popillius Laenas und Publius Aelius Ligus das höchste Staatsamt bekleideten. Cassius Longinus wünschte mit dem Krieg gegen den makedonischen König Perseus beauftragt zu werden und wies dazu darauf hin, dass sein Mitkonsul wegen religiöser Verpflichtung nun ebenso wenig wie früher als Prätor Rom verlassen könne; ansonsten würde er seinen seinerzeitigen Eid verletzen. Trotz dieser Einwände wurde Crassus der Oberbefehl zur Bekämpfung des Perseus übertragen, während Cassius Longinus Italien als Amtsbereich erhielt.
Nun führte Crassus umfangreiche Rekrutierungen für den bevorstehenden Krieg durch, für den er auch die Bundesgenossen aufbieten ließ. Während der Kriegsvorbereitungen kam eine makedonische Delegation mit Vorschlägen für eine friedliche Einigung nach Italien, doch der Konsul befahl ihr nach kurzer Anhörung, das Land unverzüglich wieder zu verlassen. Nach Abschluss der Rüstungen begab er sich zu seinen Truppen nach Brundisium (heute Brindisi) und segelte mit ihnen nach Apollonia. Dann erfolgte sein Vormarsch durch Epirus und Athamanien nach Gomphoi, bis er nahe Larissa in Thessalien sein Lager aufschlug. Dorthin kamen auch Militärkontingente der mit den Römern alliierten griechischen Staaten sowie der pergamenische König Eumenes II., der dem Konsul weitere Hilfstruppen zuführte.
Bei der ersten militärischen Konfrontation, die sich als Kavalleriegefecht am Peneios beim Hügel Kallinikos entwickelte, schlug Perseus den Konsul und dessen Verbündete deutlich. Der Verlauf dieser Schlacht wird vom römischen Geschichtsschreiber Titus Livius nach dem verlorenen Bericht des griechischen Historikers Polybios in großer Breite dargestellt. Perseus zeigte sich weiterhin friedenswillig, doch Crassus trat trotz der großen Verluste, die er aufgrund seiner Niederlage hatte einstecken müssen, äußerst selbstbewusst auf und forderte, dass der Makedonenkönig bedingungslos kapitulieren müsse. Er hielt sich weiterhin in Thessalien auf und konnte eine Truppenabteilung, die beim Fouragieren angegriffen wurde, mit seiner Hauptmacht retten. Diesen kleinen Erfolg des Konsuls bauschten manche Livius vorliegende Quellen sehr im prorömischen Sinn auf.
Crassus ließ seine Soldaten über Thessalien und Böotien verstreut überwintern und bezog selbst in der letztgenannten Landschaft Quartier. In einem großen, verlorenen Abschnitt des 43. Buchs seines Geschichtswerks führte Livius aus, dass Crassus im nächsten Jahr 170 v. Chr. in der Stellung eines Prokonsuls zunächst noch am Kampfschauplatz blieb und verschiedene griechische Städte plündern sowie deren Bevölkerung versklaven ließ. Der Senat war mit dieser Vorgehensweise nicht einverstanden und verhängte über Crassus eine Geldbuße.
Zum letzten Mal wird Crassus 167 v. Chr. erwähnt, als er in einer diplomatischen Mission nach Kleinasien reiste, um dort gemeinsam mit Attalos II., dem Bruder Eumenes’ II., in einem militärischen Konflikt zwischen Pergamon und den Galatern zu vermitteln. Seine weiteren Lebensumstände und sein Todesjahr sind unbekannt.